# 天龍寺文書
天龍寺文書（てんりゅうじもんじょ）とは、京都市右京区の天龍寺所蔵の古文書。

## 概要
鎌倉時代末期から大正時代にかけての2500点余りの古文書が保管され、主要なものは15の箱に収納され、とりわけ重要なものは巻子本仕立てになっている。
「天龍寺文書」という名称の一方で、天龍寺が中世期の度重なる火災によって焼失して古文書も多くが失われてしまったために、天龍寺関連文書は案文（草案・副本）・重書案（重要文書の副本）として作成された文書が現存している事例が多い。また、天龍寺との関係が深く、江戸時代には一時天龍寺の塔頭とみなされていた臨川寺由来の文書が天龍寺に移されたために、本来であれば「臨川寺文書」と呼ぶべき古文書が「天龍寺文書」の中で大きなウエイトを占めているのも特徴である。また、同様に関係が深かった宝筐院由来の文書もある。
豊臣政権以後には天龍寺のある嵯峨一帯が天龍寺の寺領として編入されたことから、同地域の村落やそこに流れる大堰川の水利関係の文書も残されている。また、江戸時代には対馬の以酊庵に派遣される朝鮮修文職の資格者である「五山碩学」を育成するための碩学料が別途支給されており、碩学料や以酊庵に関する文書も残されている。また、寛永7年（1630年）から幕末にかけての日記である年中記録も現存している。